# Creatures of the Night
Creatures of the Night — музичний альбом гурту Kiss. Виданий 13 жовтня 1982 року лейблом Casablanca Records. Загальна тривалість композицій становить 38:47. Альбом відносять до напрямків хардрок, важкий метал.

## Список творів
1. «Creatures of the Night» — 4:01
2. «Saint and Sinner» — 4:50
3. «Keep Me Comin'» — 4:00
4. «Rock and Roll Hell» — 4:08
5. «Danger» — 3:55
6. «I Love It Loud» — 4:12
7. «I Still Love You» — 6:06
8. «Killer» — 3:19
9. «War Machine» (Simmons, Adams, Vallance) — 4:13